# Eagles (jeu vidéo)
Pour les articles homonymes, voir Eagles (homonymie).
Eagles est un jeu vidéo de type wargame créé par Robert Raymond et publié par Strategic Simulations en 1983 sur Apple II, Atari 8-bits et Commodore 64. Le jeu simule des combats aériens qui opposent l’aviation Allemande à celle des Alliés en France pendant la Première Guerre mondiale. Le jeu propose trois scénarios individuels, lors desquels le joueur peut notamment incarner le pilote allemand Werner Voss aux commandes de son Fokker Dr.I. Il permet également au joueur de jouer une série de mini-jeux ainsi qu’une campagne dans laquelle son personnage évolue en fonction du nombre d'avion abattu. Le jeu se déroule sur une carte composé d’un plan horizontal, divisé en cases représentant une distance de 50 yards, auquel s’ajoute une troisième dimension, l’altitude, dont chaque niveau représente 25 pieds. Le joueur visualise les trois dimensions de la carte grâce à deux écrans d’affichage, un pour le plan horizontal et un pour l’altitude. À l’aide du clavier, le joueur entre des commandes qui lui permettent de diriger ses avions en leur donnant, par exemple, l’ordre d’avancer, de virer de bord ou de prendre de l’altitude. À sa sortie, le jeu fait l’objet de critiques partagées dans la presse spécialisée. Certains journalistes saluent en effet sa simplicité, qui en fait un jeu accessible même aux débutants, et sa dimension tactique qui en font un jeu intéressant à long terme. D’autres critiques jugent au contraire que son interface et son système de jeu souffre de trop nombreuses lacunes qui rendent sa jouabilité parfois exaspérante et qui en diminuent sérieusement l’intérêt. 

## Système de jeu
Eagles est un wargame qui simule, au niveau tactique, des combats aériens opposant l’aviation Allemande à celle des Alliés pendant les deux dernières années de la Première Guerre mondiale,. Le jeu propose trois scénarios individuels. Dans le premier, le joueur incarne le pilote allemand Werner Voss qui pilote un Fokker Dr.I. Après avoir poursuivi un avion français en perdition, il doit affronter une escadrille de sept avions anglais commandé par James Mc Cudden. Outre ces trois missions, le jeu propose également une série de mini-jeux, plus détaillés, et une campagne complète dans laquelle le personnage du joueur  évolue au fur et à mesure des combats, en fonction du nombre d'avion abattu. Suivant les modes de jeu, le joueur peut contrôler l’aviation Allemande ou celle des Alliés et affronté l’ordinateur ou un autre joueur. Dix-huit types d’aéronefs sont disponibles dans le jeu, incluant des ballons et des avions de reconnaissances. Les combats peuvent impliquer jusqu’à vingt avions. Les forces Alliés ne peuvent être composés que d’un seul type d’avions alors que les forces Allemandes peuvent en inclure différents types. Outre les caractéristiques des avions, le jeu prend en compte l’habilité de leurs pilotes.
Le jeu se déroule sur une carte en trois dimensions. Le plan horizontal est divisé en cases représentant 50 yards dans chaque direction. A celui-ci s’ajoute une troisième dimension, l’altitude, dont chaque niveau représente 25 pieds. Le joueur peut observer la zone entourant chaque avions, jusqu’à une distance de quatre cases, par l’intermédiaire de deux écrans représentant respectivement les plans horizontal et vertical. A droite de ces deux écrans sont listés les différents avions qu’il contrôle, avec leur altitude, et la liste des commandes accessibles. Par l’intermédiaire du clavier, le joueur donne des ordres à chacun de ses avions. Des commandes lui permettent ainsi de faire avancer son avion d’une case, de tenter de le faire avancer de deux cases, de le faire virer dans une direction ou de lui faire prendre ou perdre de l’altitude.

## Développement et publication
Eagles est développé par Robert Raymond et publié par Strategic Simulations en août 1983 sur Apple II. Il est ensuite porté sur Commodore 64 à l’automne, puis sur Atari 8-bits à la fin de l’année,.

## Accueil
| Eagles |      |       |
| Média  | Nat. | Notes |
| CGW    | US   | 2/5   |
| Tilt   | FR   | 4/6   |

À sa sortie en 1983, Eagles fait d’abord l’objet d’une critique très positive de Forest Johnson, du magazine Softline, qui estime qu’il est suffisamment simple, pour un jeu de ce type, pour que même un novice puisse en profiter tout en ajoutant qu’il nécessite tout de même de la stratégie et que même un vétéran du genre est donc susceptible de l’apprécier. Le journaliste du magazine Softalk est plus mitigé. D’après lui, si son thème est prometteur, sa jouabilité est parfois « exaspérante » du fait de nombreuses lacunes dans son interface et son système de jeu. Malgré ces défauts, il estime qu’il constitue un jeu « magnifique », « rapide » et suffisamment complexe pour constituer une excellente introduction au genre pour les novices. Il estime en revanche que, compte tenu de ses lacunes, il risque de décevoir les joueurs expérimentés. Dans le magazine Analog Computing, Edward Bever est beaucoup plus sévère. S’il considère que le jeu est plutôt bon dans certains domaines, notamment concernant la variété des situations et des avions proposés, la simplicité de son système de jeu et la qualité de ses graphismes, il juge qu’il souffre de nombreux défauts qui en diminuent sérieusement l’intérêt. Il estime en effet que le jeu met trop de temps à se lancer, qu’il est trop lent, qu’il manque de réalisme et que son utilisation de deux écrans pour représenter les trois dimensions des combats se révèle confuse et souvent inutile. D’après lui, son concepteur s’est ainsi atteler à une tache irréalisable, en tentant de créer un jeu de combat aérien sur ordinateur programmé en Basic, pour un résultat qui se révèle authentique sans être réaliste et simple sans offrir une bonne jouabilité. Il conclut donc que si Strategic Simulations produit d’habitude d’excellent wargame, c’est loin d’être le cas de celui-ci. Neil Shapiro, du magazine  Electronic Games, fait au contraire une critique très positive du jeu qu’il décrit comme une simulation gratifiante, dont le système de jeu peut être maitrisé en moins d’une heure tout en offrant un système de combat tactique qui se révèle intéressant à long terme. Il considère donc qu’il s’agit d’un bon choix pour quiconque recherche un jeu capable de l’occuper pendant de longues heures tout en étant relativement facile à prendre en main. Après sa sortie en France, Eagles est testé en 1986 par le magazine Tilt dans un dossier consacré aux wargames. L'auteur du test note qu'il est l'un des rares jeux de ce type à se concentrer uniquement sur des combats aériens. Il le trouve au départ « déroutant », du fait notamment du manque de réalismes de certaines figures, mais estime qu'il « finit par envoûter le joueur ». Il le désigne donc comme un « jeu amusant qui change des wargames classiques ».